# Brachystoma setosus
Brachystoma setosus är en tvåvingeart som först beskrevs av Giovanni Antonio Scopoli 1763.  Brachystoma setosus ingår i släktet Brachystoma och familjen Brachystomatidae.
Artens utbredningsområde är Italien. Inga underarter finns listade i Catalogue of Life.